# Référendum constitutionnel mauritanien de 2006
Le référendum constitutionnel mauritanien de 2006 a lieu le 25 juin 2006 en Mauritanie afin de permettre à la population de se prononcer sur une nouvelle constitution.
Le projet est approuvé par près de 97 % des suffrages exprimés.

## Contexte
À la suite de l'éviction en août 2005 du président de longue date Maaouiya Ould Sid'Ahmed Taya, le nouveau régime militaire de transition convoque un référendum sur une nouvelle constitution, qui limite les présidents à deux mandats de cinq ans. Auparavant, les mandats présidentiels étaient de six ans et il n'y avait pas de limite à la réélection. La nouvelle constitution établit également une limite d'âge maximale de 75 ans pour les candidats à la présidentielle.

## Résultats
| Choix                     | Votes   | %     |
| ------------------------- | ------- | ----- |
| Pour                      | 712 214 | 96,94 |
| Neutre                    | 11 951  | 1,63  |
| Contre                    | 10 482  | 1,43  |
|                           |         |       |
| Votes valides             | 734 729 | 97,13 |
| Votes blancs et invalides | 21 914  | 2,87  |
| Total                     | 756 643 | 100   |
| Abstention                | 233 021 | 23,55 |
| Inscrits/Participation    | 989 664 | 76,45 |